# Bomborokuy (département)
Pour la commune, voir Bomborokuy.
Bomborokuy est un département et une commune rurale du Burkina Faso, situé dans la province de la Kossi et la région de la Boucle du Mouhoun. En 2019, le dernier recensement général comptabilisait 19 904 habitants. 

## Villages
Le département comprend un village chef-lieu (populations actualisées en 2012) :
- Bomborokuy (1 165 habitants)

ainsi que 15 autres villages :
- Banakoro (2 313 habitants)
- Bogo (1 307 habitants)
- Borékuy (1 863 habitants)
- Danékuy (415 habitants)
- Gombèlé (929 habitants)
- Komonkuy (563 habitants)
- Mariasso (438 habitants)
- Niankouini (668 habitants)
- Sadigan (442 habitants)
- Sako (453 habitants)
- Souankuy (896 habitants)
- Tirakuy (843 habitants)
- Yabana (208 habitants)
- Yallo (837 habitants)
- Yévédougou (1 125 habitants)